# Juan Falú

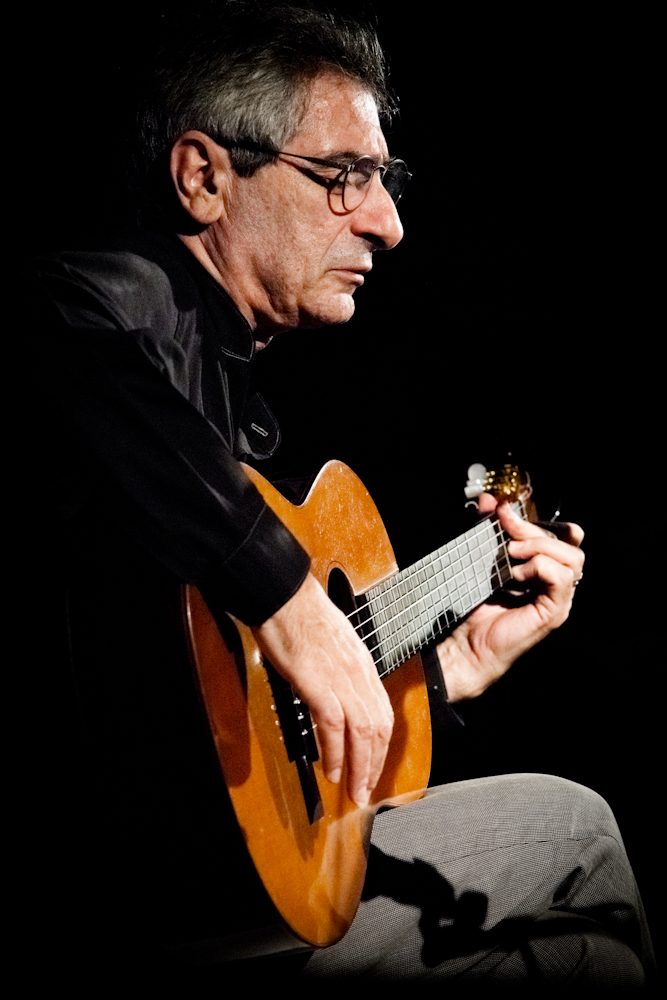
Juan Falú

Alfredo Juan Falú (* 10. Oktober 1948 in San Miguel de Tucumán) ist ein argentinischer Gitarrist und Komponist, der auf dem Gebiet der lateinamerikanischen Folklore und der klassischen Musik aktiv ist.
Falú studierte Gitarre und Folklore am Conservatorio Manuel de Falla in Buenos Aires. Als Anhänger des Peronismus war er während der Militärdiktatur im Exil. 1983 kehrte er nach Argentinien zurück und wurde Professor für Folklore am Konservatorium von Buenos Aires. Für seine Arbeit Sistematización de géneros musicales argentinos y su aplicación pedagógica a través de la guitarra wurde er vom Fondo Nacional de las Artes ausgezeichnet.
In den 1990er Jahren realisierte er eine Reihe von Projekten in staatlichem Auftrag. Für das Kultusministerium entstand in Zusammenarbeit mit José Luis Castiñeira und Miguel Ángel Estrella 1992 Cinco Siglos de Música en América Austral; außerdem organisierte Falú von 1995 bis 1999 die jährlichen Festival Guitarras del Mundo. Im Centro Cultural San Martín der Stadt Buenos Aires leitete er zwei Gitarrenfestivals und den Veranstaltungszyklus Maestros del Alma mit der Pianistin Hilda Herrera. Weiterhin ist er Gründungsmitglied der Guitarristas de América (GUIA).
Falú trat als Solist in mehr als zwanzig Ländern Europas, Asiens und Amerikas auf. Neben Aufnahmen mit anderen Musikern veröffentlichte er über dreißig Soloalben. 2000 erhielt er den Ersten Nationalpreis für Musik des Landes Argentinien.

## Diskographie
- Canticorda
- Con la guitarra que tengo
- Luz de giro
- De raíz a la copa
- La saveur de la terre
- Encuentro
- Diez anos
- Improvisaciones
- Encouentos e soledades
- Las canciones de Horacio
- Leguizamón - Castilla
- A mi Nano
- Semitas
- Falú-Dávolos
- Manos a la obra
- Juan Falú en vivo
- Falú-González-Sánchez
- Manos en Libertad
- Coquita y Alcohol